# Varvarivka, Novoukraiinka
Varvarivka (în ucraineană Варварівка) este un sat în comuna Mala Tîmoșivka din raionul Novoukraiinka, regiunea Kirovohrad, Ucraina.

## Demografie
Componența lingvistică a localității Varvarivka
     Ucraineană (85,82%)
     Română (8,36%)
     Rusă (3,64%)
     Belarusă (2,18%)
Conform recensământului din 2001, majoritatea populației localității Varvarivka era vorbitoare de ucraineană (85,82%), existând în minoritate și vorbitori de română (8,36%), rusă (3,64%) și belarusă (2,18%).

## Vezi și
- Românii de la est de Nistru